# Thetford Castle Hill
Thetford Castle Hill är ett slott i Storbritannien.   Det ligger i grevskapet Norfolk och riksdelen England, i den sydöstra delen av landet, 120 km nordost om huvudstaden London. Thetford Castle Hill ligger 20 meter över havet.
Terrängen runt Thetford Castle Hill är platt. Runt Thetford Castle Hill är det ganska tätbefolkat, med 155 invånare per kvadratkilometer. Närmaste större samhälle är Thetford, 0,69 km nordväst om Thetford Castle Hill. Trakten runt Thetford Castle Hill består till största delen av jordbruksmark.